# Anthurium subsagittatum
Anthurium subsagittatum är en kallaväxtart som först beskrevs av Carl Sigismund Kunth, och fick sitt nu gällande namn av Carl Sigismund Kunth. Anthurium subsagittatum ingår i släktet Anthurium och familjen kallaväxter. Inga underarter finns listade.